# Liste der Bodendenkmäler in Vierkirchen (Oberbayern)
Auf dieser Seite sind die Bodendenkmäler in der oberbayerischen Gemeinde Vierkirchen zusammengestellt. Diese Tabelle ist eine Teilliste der Liste der Bodendenkmäler in Bayern. Grundlage ist die Bayerische Denkmalliste, die auf Basis des Bayerischen Denkmalschutzgesetzes vom 1. Oktober 1973 erstmals erstellt wurde und seither durch das Bayerische Landesamt für Denkmalpflege geführt wird. Die folgenden Angaben ersetzen nicht die rechtsverbindliche Auskunft der Denkmalschutzbehörde.

## Bodendenkmäler der Gemeinde Vierkirchen

### Bodendenkmäler in der Gemarkung Biberbach
| Lage                 | Objekt                                                              | Akten-Nr.     | Bild |
| -------------------- | ------------------------------------------------------------------- | ------------- | ---- |
| Biberbach (Standort) | Straße der römischen Kaiserzeit (Teilstück der sog. Isartalstraße). | D-1-7634-0059 |      |
| Biberbach (Standort) | Grabenwerk und Siedlung vorgeschichtlicher Zeitstellung.            | D-1-7634-0187 |      |

### Bodendenkmäler in der Gemarkung Giebing
| Lage               | Objekt | Akten-Nr.     | Bild |
| ------------------ | --- | ------------- | ---- |
| Giebing (Standort) | Grabhügel mit Bestattungen der Hallstattzeit. | D-1-7635-0005 |      |
| Giebing (Standort) | Untertägige mittelalterliche und frühneuzeitliche Befunde im Bereich der katholischen Pfarrkirche St. Michael in Giebing und ihrer Vorgängerbauten. | D-1-7635-0329 |      |
| Giebing (Standort) | Abgegangenes Hofmarkschloss der frühen Neuzeit (Schloss Giebing).                                                                                   | D-1-7635-0331 |      |

### Bodendenkmäler in der Gemarkung Pasenbach
| Lage                 | Objekt | Akten-Nr.     | Bild |
| -------------------- | --- | ------------- | ---- |
| Pasenbach (Standort) | Untertägige mittelalterliche und frühneuzeitliche Befunde und Funde im Bereich der katholischen Filialkirche St. Leonhard und Anna in Pasenbach und ihrer Vorgängerbauten. | D-1-7634-0164 |      |
| Pasenbach (Standort) | Abgegangenes Hofmarkschloss des Mittelalters und der frühen Neuzeit (Schloss Pasenbach).                                                                                   | D-1-7634-0182 |      |
| Pasenbach (Standort) | Siedlung der frühen und mittleren Bronzezeit. | D-1-7634-0188 |      |

### Bodendenkmäler in der Gemarkung Vierkirchen
| Lage                   | Objekt | Akten-Nr.     | Bild |
| ---------------------- | --- | ------------- | ---- |
| Vierkirchen (Standort) | Untertägige mittelalterliche und frühneuzeitliche Befunde im Bereich der katholischen Pfarrkirche St. Jakobus d. Ä. in Vierkirchen und ihrer Vorgängerbauten. | D-1-7634-0160 |      |
| Vierkirchen (Standort) | Untertägige mittelalterliche und frühneuzeitliche Befunde im Bereich der katholischen Filialkirche St. Nikolaus in Jedenhofen und ihres Vorgängerbaus.        | D-1-7634-0162 |      |
| Vierkirchen (Standort) | Untertägige mittelalterliche und frühneuzeitliche Befunde im Bereich der katholischen Filialkirche St. Nikolaus und Magdalena in Rettenbach.                  | D-1-7634-0166 |      |
| Vierkirchen (Standort) | Grabhügel vorgeschichtlicher Zeitstellung. | D-1-7634-0185 |      |